# 폴 시냐크
폴 시냐크(프랑스어: Paul Victor Jules Signac, 1863년 11월 11일 ~ 1935년 8월 15일)은 프랑스의 화가이다.
처음에는 모네의 영향을 받아 인상파 화가로 출발하였다. 그 후 쇠라와 함께 신인상주의의 지도적 존재가 되었다. 점으로 그리는 '점묘법'을 사용하여 그림을 그린 것으로 유명하며, 단순하고 신선한 수채화도 많이 남겼다. 그는 작품 심사 없이 누구나 출품할 수 있는 '앙데팡당 전람회'의 창시자이기도 하다. 작품으로 《생트로페 항》, 《마르세유 항》 《크리우르 항》 등이 있다. 저서로 신인상주의의 이론서가 된 《들라크루아부터 신인상주의까지》가 있다.
폴 시냐크는 프랑스의 신인상주의 화가로서 조르주 쇠라와 함께 점묘주의의 발전에 기여하였다.

## 생애
폴 시냐크는 1863년 11월 11일 파리에서 태어났다. 원래는 건축 쪽의 수련을 받고 있었으나, 18세 때 모네의 작품전을 보고난 후 화가로서의 길을 추구하기로 결정하였다. 유럽의 해안을 배로 여행하면서 마주치는 풍경들을 그렸다. 노년에는 프랑스의 항구 도시들의 풍경들을 일련의 수채화로 그리기도 했다. 
1884년 그는 클로드 모네(Claude Monet)와 조르주 쇠라를 만났다. 그는 쇠라의 조직적인 작업 방식과 색에 대한 이론에 충격을 받아 쇠라의 열렬한 지지자이자 친구가 되며, 신인상주의와 분할주의 방법을 묘사함으로써 후계자가 된다. 쇠라의 영향으로 인상주의의 짧은 붓 터치를 포기하고, 원색의 작은 점을 과학적으로 이웃하게 찍어서, 캔버스 위에서가 아니라 관람자의 눈에서 색이 섞이도록, 즉 점묘주의의 정의를 구현하였다. 시냐크의 작품 중 많은 것이 프랑스의 해변 풍경이다. 그는 물을 그리는 것을 좋아했다. 매년 여름 파리를 떠나 프랑스의 남부에 있는 콜리우르(Collioure)나 상 트로페(St. Tropez)에 머물렀다. 상 트로페에는 집도 구입하여 친구들을 초대하기도 하였다. (주: 두 도시 모두 인상파 화가들이 많이 활약하던 작은 도시이다.)
폴 시냐크는 Albert Dubois-Pillet, Odilon Redon, 조르쥬 쇠라(Georges Seurat)와 함께 독립미술가협회(Society of Independent Artists, 앙데팡당)의 창립회원 중 한 명이다. 이 협회는 1884년 7월 29일 '심사 없고, 포상도 없다 (No jury nor awards).'라는 슬로건으로 파리에서 대규모 전시회를 기획하면서 시작되었다. "독립미술가협회의 목적은 -사전 심사의 폐지 원칙에 근거하여- 예술가들이 그들의 작품을 완전히 자유롭게 대중의 판단에 맡기도록 하는 것이다." 이후 30년 동안 이들의 연례 전시회는 20세기 초기의 예술의 방향을 설정하였다.
1905년 독립예술가전에서 앙리 마티스(Henri Matisse)는 초기 야수파 그림인 '사치, 고요, 쾌락 (Luxury, Calm and Pleasure)을 출품하였다. 이 그림은 신인상주의 화가인 폴 시냐크와 Henri-Edmond Cross와 함께 French Riviera (프랑스의 남동부 지중해 해안을 말함)에 있는 상 트로페에서 1904년 여름을 지낸 후 그렸는데, 분할주의 (divisionist) 기법과 밝은 색채로 그려졌다. 이 그림은 시냐크가 주장한 분할주의 기법을 사용한 마티스의 가장 중요한 작품으로, 시냐크가 1898년 발표한 에세이 '외젠 들라크루아에서 신인상주의까지 (d'Eugène Delacroix au Néo-Impressionnisme)'를 읽은 후 최초로 적용한 것이다. 시냐크는 1905년 독립작가전 후에 이 작품을 구입하였다. 시냐크는 1908년 24회 독립작가전의 의장(president)으로 선출되었다.
1886년 시냐크는 파리에서 빈센트 반 고흐를 만났다. 1887년 두 사람은 정기적으로 파리 외곽의 아니에르 쉬르 센느(Asnières-sur-Seine)에 가서 강의 풍경과 카페 등을 그렸다. 처음에는 반 고흐는 시냐크의 느슨한 기법에 감탄했다. 1889년 3월, 시냐크는 아를(Arles)에 있는 반 고흐를 방문했다. 다음 해에는 이탈리아로 짧은 여행을 가서 제노바, 피렌체, 나폴리등을 둘러보았다.
1888년 시냐크는 무정부주의 공산주의 사상을 만든 Elisee Reclus, Kropotkin와 Jean Grave의 글을 읽음으로써 무정부주의 사상을 알게되었다. 그의 친구 Angrand Cross, Maximilien Luce, 까미유 피사로(Camille Pissarro)와 함께 Jean Grave의 신문 Les Temps Nouveaux (New Times)를 후원하였다. 시냐크의 재정 지원은 상당하여서, 정기적으로 수표를 보내주었으며, 1895년부터 1912년까지 5 번의 복권을 위한 작품을 보내기도 하였다. 시냐크의 1893년 작품 'In the Time of Harmony'는 원래 제목이 'In the Time of Anarchy'였으나 그 당시 프랑스 내 무정부주의자들에 대한 정치적 탄압 때문에 화랑에 전시되기 전에 제목을 바꾼 것이다.
시냐크는 세일링(sailing)을 좋아하여 1892년부터 여행하기 시작하여 작은 배를 타고 프랑스의 거의 모든 항구, 네델란드까지 갔으며, 상 트로페를 기지로 삼아 이스탄불(콘스탄티노플)까지 지중해 연안을 돌아다녔다. 방문한 여러 항구에서 시냐크는 빨리 스케치한, 생생하고 다채로운 수채화들을 가지고 돌아왔다. 이런 스케치들로부터 작업실에서 큰 캔버스로 옮겼는데, 이전에 쇠라가 사용하던 작고 다양한 점과는 매우 다르게, 색을 작은 모자이크 모양의 사각형으로 조심스럽게 작업하였다.
시냐크는 다양한 재료를 시도하였다. 유화와 수채화 뿐만 아니라 에칭, 석판화, 작고 손이 많이 가는 점으로 구성된 스케치등이 있다. 신 인상주의는 다음 세대에 영향을 주었는데, 시냐크는 특히 앙리 마티스와 André Derain에 영향을 주어 야수파 (fauvism)의 탄생에 결정적 역할을 하였다.
1908년부터 1935년 사망할 때까지 독립미술가협회의 의장으로 일하면서 시냐크는 야수파와 입체파 화가들의 문제작들을 전시함으로써 젊은 작가들을 장려하였다. 그는 마티스의 작품을 최초로 구매해 준 사람이었다.
시냐크는 Florence Meyer Blumenthal와 함께 1919년부터 1954년까지 화가, 조각가, 실내 장식자, 조각공(engraver), 작가, 음악가들에게 보조금을 주었던 Prix Blumenthal의 심사위원으로 활동하였다.

## 개인적인 삶
시냐크는 1892년 파리의 18번 구의 시청사에서 Berthe Robles와 결혼하였다. 하객으로는 Alexandre Lemonier, Maximilien Luce, Camille Pissarro, Georges Lecomte 등이 있었다. 1897년 11월 시냐크는 Hector Guimard가 지은 Castel Béranger에 있는 새로운 아파트로 이사를 했다. 잠시 뒤인 12월에 상 트로페에 있는 La Hune라는 집을 구입하여 큰 작업실을 만들어 1898년 8월 16일 개시하였다.
1913년 9월, 시냐크는 Antibes에 있는 집을 빌려서 Jeanne Selmersheim-Desgrange와 정착하였는데, 그녀는 1913년 10월 2일 둘 사이의 딸 Ginette를 출산하였다. 그 동안 그는 La Hune와 Castel Beranger 아파트를 Berthe에게 주었으며, 그들은 그가 사망할 때까지 친구 사이로 지냈다. 1927년 4월 6일 시냐크는 그의 사생 딸인 Ginette를 입양하였다. 그의 손녀 Françoise Cachin은 예술사학자였다.
폴 시냐크는 1935년 8월 15일 71세의 나이로 패혈증으로 사망하였다. 그의 시신은 3일 후에 화장하여 Père Lachaise Cemetery에 묻혔다.
유명한 작품으로는 In the Time of Harmony, Femmes au puits, Port St. Tropez, The Papal Palace, The Demolisher이 있다.
2010년 그의 알려지지 않은 작품이 전시회를 준비하던 호텔에서 발견되었다. 네델란드 북구 Volendam이라는 작은 도시에 있는 Spaander 호텔은 약 1,400 점의 그림을 소장하고 있었는데, 시냐크는 1894년 이 호텔에 묵은 값으로 이 그림을 준 것으로 보인다. 로비의 녹슨 못에 걸려있던 이 무명의 그림은 약 10만 유로 (1억 2천 4백만원)정도로 감정되었다.
현재 그의 작품은 프랑스 남부 상 트로페에 있는 아농시아드 미술관(Le musée de l’Annonciade)에 많이 전시되어있다. 이 미술관은 프랑스에서 가장 아름다운 미술관 중 하나로 꼽히며, 아마도 교회를 미술관으로 개조하였기 때문에 이런 이름이 붙어있는 듯 하다. Annonciade는 영어로 annunciation, 즉 '수태고지'를 뜻하는 단어이다.

## 작가
시냐크는 그림의 이론에 대하여 몇 개의 중요한 저술을 남겼다. 그중에는 1899년 발표한 '외젠 들라크루아에서 신인상주의까지 (d'Eugène Delacroix au Néo-Impressionnisme)'가 있으며, 1927년에 발표한 인상파의 선구자인 Johan Barthold Jongkind에 관한 논문이 있다. 그외 미술전의 카탈로그의 서문 여러 편, 그외 아직 출판되지 않은 여러 편의 저술이 있다.
시냐크는 정치적으로는 Félix Fénéon and 까미유 피사로(Camille Pissarro)등의 많은 친구들과 마찬가지로 무정부주의자였다.

## 주요 작품

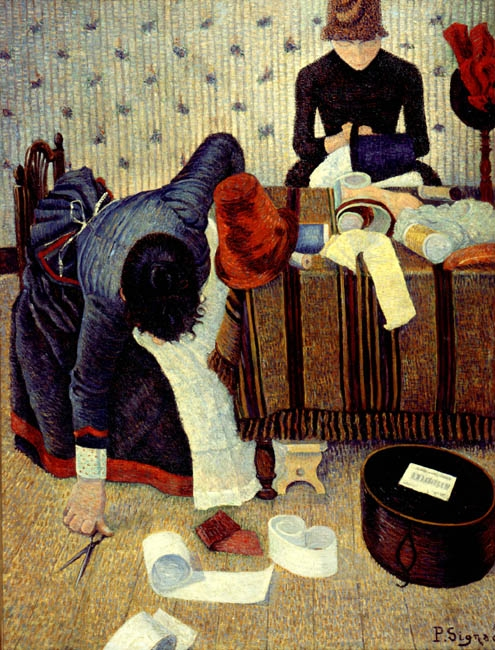
Deux stylistes Rue du Caire
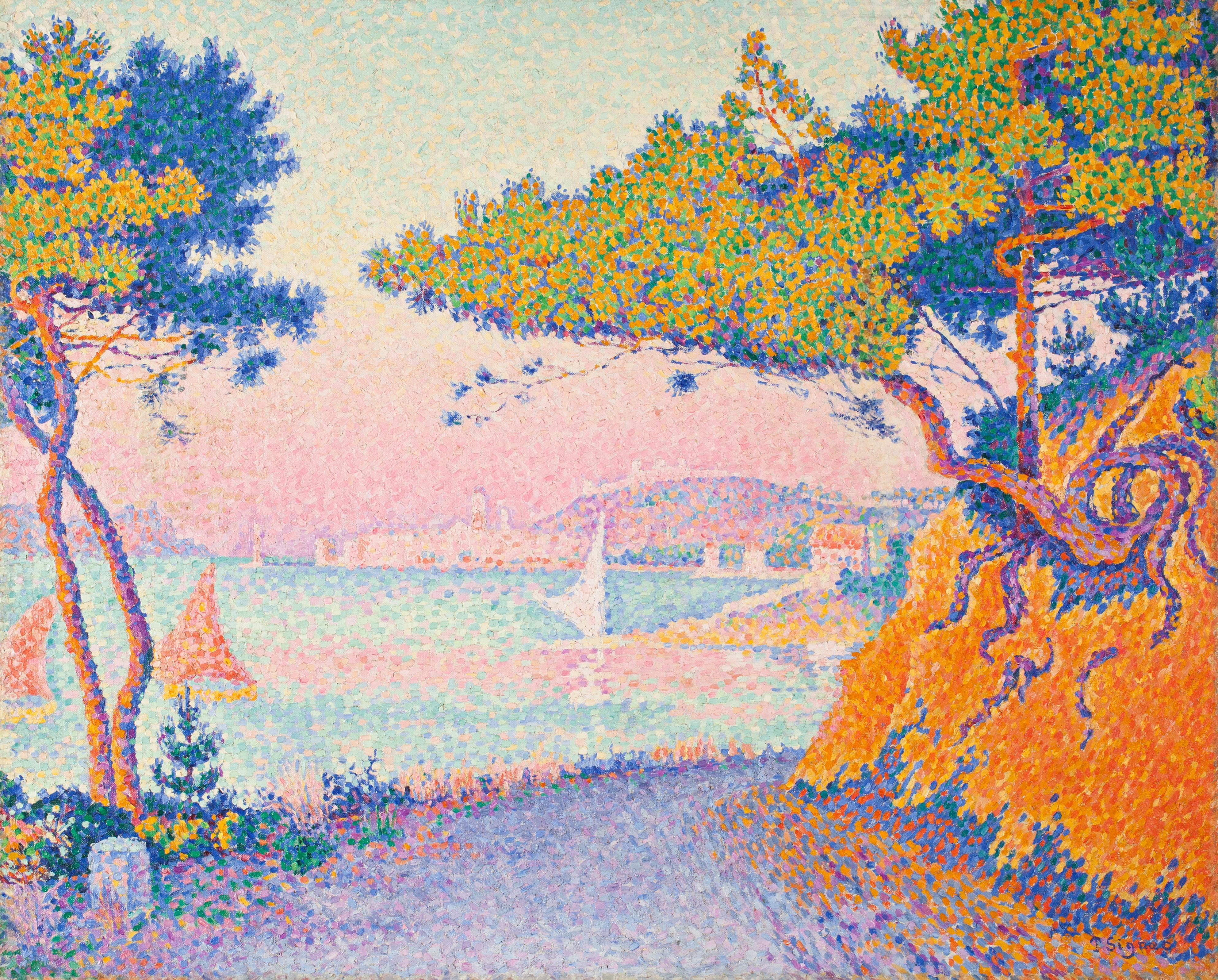
Golfe Juan
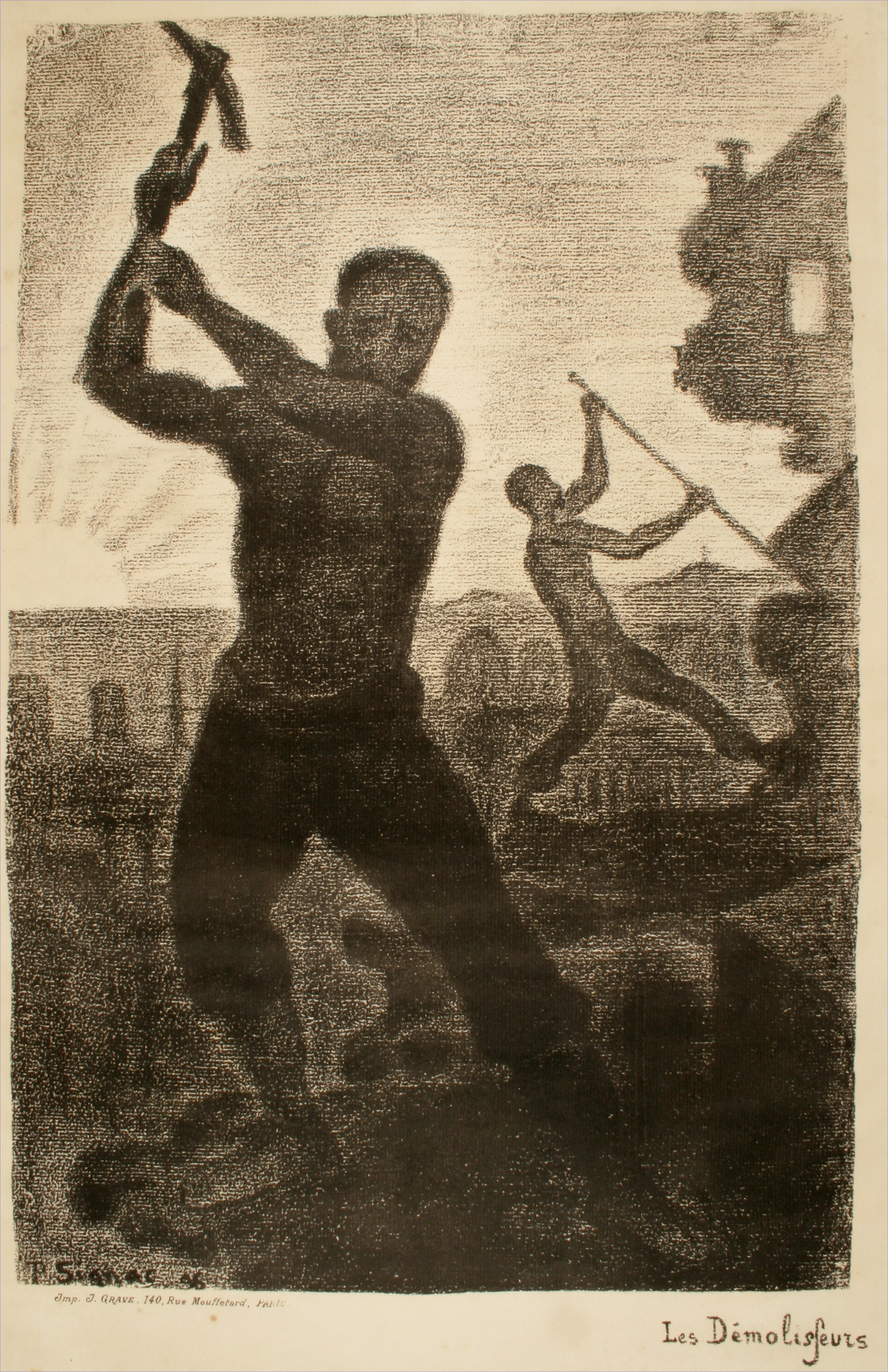
Les Démolisseurs
- 파일:폴시냑 도안.pdf

## 같이 보기
- 오리엔탈리즘